# 蘇克雷市 (阿拉瓜州)

10°11′N 67°27′W / 10.183°N 67.450°W
蘇克雷市（西班牙語：Municipio Sucre），是委內瑞拉的一個市，位於該國北部阿拉瓜州，首府設於卡瓜，面積76平方公里，2007年人口為120,302，人口密度為每平方公里1,600人。